# Gondolkozz kutyául!
A Gondolkozz kutyául! (eredeti cím: Think Like a Dog) 2020-ban bemutatott amerikai családi sci-fi filmvígjáték, amelyet Gil Junger írt és rendezett. A főbb szerepekben Josh Duhamel és Megan Fox látható.
A film 2020. június 9-én jelent meg a Premium VOD szolgáltatáson keresztül. Magyarországon az RTL II mutatta be 2020. december 19-én.

## Cselekmény
Egy katasztrofális kísérlet sikertelensége után egy tizenkét éves műszaki csodagyerek felfedezi, hogy váratlan telepatikus kapcsolatot létesített kutyájával. A hiba eredményeként azonban minden a legjobbra fordul; a kutya segítségének köszönhetően a fiúnak sikerül megoldania a problémákat az iskolában, otthon és még a lányokkal is.

## Szereplők
| Szerep                  | Színész          | Magyar hang         |
| ----------------------- | ---------------- | ------------------- |
| Lukas Reed              | Josh Duhamel     | Varga Gábor         |
| Ellen Reed              | Megan Fox        | Bogdányi Titanilla  |
| Oliver Reed             | Gabriel Bateman  | Maszlag Bálint      |
| Mr. Mills               | Kunal Nayyar     | Pálmai Szabolcs     |
| Henry, a kutya (hangja) | Todd Stashwick   | Sótonyi Gábor       |
| Bridget                 | Janet Montgomery | Dobó Enikő          |
| Munoz ügynök            | Julia Jones      | Ligeti Kovács Judit |
| Callen ügynök           | Bryan Callen     | Galbenisz Tomasz    |
| Xiao                    | Hou Minghao      | Molnár Olivér       |
| Li                      | Izaac Wang       | Sándor Barnabás     |

### Magyar változat
- Magyar szöveg: Szász Andrea
- Szinkronrendező: Papp János István

A szinkront a Szinkron Systems készítette el 

## A film készítése
2016 szeptemberében jelentették be, hogy Gil Junger írja és rendezi a filmet, a producer pedig Andrew Lazar lesz.
A filmmel kapcsolatos további bejelentések 2018 márciusáig nem történtek, egészen Megan Fox és Josh Duhamel szerepeltetéséig. A forgatás májusban kezdődött New Orleansban, a stábot Gabriel Bateman, Janet Montgomery, Julia Jones, Kunal Nayyar és Bryan Callen egészítette ki.

## Bemutató
A Gondolkozz kutyául! 2020. június 9-én jelent meg a Premium VOD-on a Lionsgate forgalmazásában.

## Fogadtatás
2021 októberében a Rotten Tomatoes weboldalon 70%-os értékelést kapott 10 kritika alapján (átlagos értékelése 6,1 pont a tízből).